# Simon Spari
Simon Spari (16 giugno 2002) è un calciatore austriaco, portiere dell'Austria Klagenfurt.

## Carriera

### Club
Cresciuto nei settori giovanili di Sturm Graz e Karlsruhe, ha iniziato la sua carriera professionistica nel 2021 con il Floridsdorfer in seconda divisione austriaca, inizialmente come riserva, poi come titolare nel biennio 2022-2024.
L'8 aprile 2024 è stato acquistato a titolo definitivo dall'Austria Klagenfurt, club di prima divisione.

### Nazionale
Ha giocato con la nazionale austriaca Under-21.

## Statistiche

### Presenze e reti nei club
Statistiche aggiornate al 10 maggio 2025.
| Stagione        | Squadra            | Campionato      | Campionato | Campionato | Coppe nazionali | Coppe nazionali | Coppe nazionali | Coppe continentali | Coppe continentali | Coppe continentali | Altre coppe | Altre coppe | Altre coppe | Totale | Totale | Totale |
| Stagione        | Squadra            | Comp            | Pres       | Reti       | Comp            | Pres            | Reti            | Comp               | Pres               | Reti               | Comp        | Pres        | Reti        | Pres   | Reti   |        |
| --------------- | ------------------ | --------------- | ---------- | ---------- | --------------- | --------------- | --------------- | ------------------ | ------------------ | ------------------ | ----------- | ----------- | ----------- | ------ | ------ | ------ |
| 2021-2022       | Floridsdorfer      | 2L              | 2          | -1         | CA              | 2               | -1              | -                  | -                  | -                  | -           | -           | -           | 4      | -2     |        |
| 2022-2023       | Floridsdorfer      | 2L              | 28         | -29        | CA              | 3               | -3              | -                  | -                  | -                  | -           | -           | -           | 31     | -32    |        |
| 2023-2024       | Floridsdorfer      | 2L              | 27         | -28        | CA              | 2               | -2              | -                  | -                  | -                  | -           | -           | -           | 29     | -30    |        |
| 2024-2025       | Austria Klagenfurt | BL              | 25         | -61        | CA              | 2               | -2              | -                  | -                  | -                  | -           | -           | -           | 27     | -63    |        |
| Totale carriera | Totale carriera    | Totale carriera | 82         | -119       |                 | 9               | -8              |                    | -                  | -                  |             | -           | -           | 91     | -127   |        |